# Chersotis fimbriola
Chersotis fimbriola là một loài bướm đêm thuộc họ Noctuidae. Nó được tìm thấy ở number of isolated populations from Áo tới Tây Ban Nha, Maroc, Thổ Nhĩ Kỳ, Iraq, Iran và Turkmenistan.
Con trưởng thành bay từ tháng 6 đến tháng 8. Có một lứa một năm.
Ấu trùng ăn nhiều loại thực vật thân thảo.

## Phụ loài
- Chersotis fimbriola fimbriola (Austria, Hungary)
- Chersotis fimbriola baloghi (miền bắc Hungary, miền nam Slovakia)
- Chersotis fimbriola vallensis (Wallis (Piemont), Alpes-Maritimes)
- Chersotis fimbriola hackeri (tây nam Pháp)
- Chersotis fimbriola iberica (Spain)
- Chersotis fimbriola iminenia (the High Atlas in Morocco)
- Chersotis fimbriola rifensis (Middle Atlas và Rif in Morocco)
- Chersotis fimbriola maravignae (Sicilia)
- Chersotis fimbriola forsteri (Yugoslavia, Bulgaria, Hy Lạp)
- Chersotis fimbriola bohatschi (Thổ Nhĩ Kỳ, Armenia)
- Chersotis fimbriola zernyi (miền nam Thổ Nhĩ Kỳ, Israel, Iraq, tây nam Iran)
- Chersotis fimbriola raddei (miền bắc Iran, miền đông Armenia, Turkmenistan)